# Monkey Mia

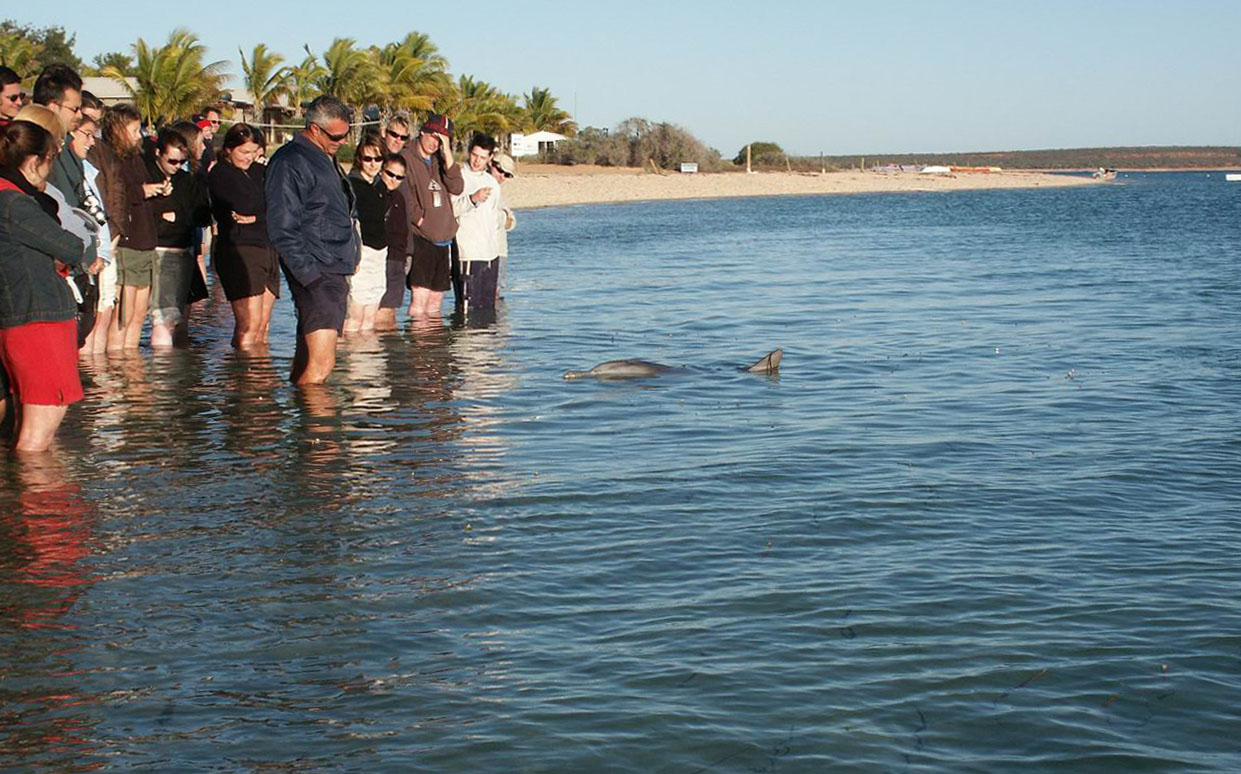
I delfini di Monkey Mia si avvicinano alla costa

Monkey Mia è una popolare località turistica situata circa 800 km a nord di Perth, in Australia occidentale. Si trova a 25 km a nord-est della città di Denham, nella riserva marina della Shark Bay, che è anche Patrimonio dell'umanità dell'UNESCO.
Principale attrazione di Monkey Mia è il nutrimento giornaliero dei tursiopi, che da più di 40 anni si avvicinano alla costa a questo scopo. Il processo è attentamente supervisionato dalle guardie del  Department of Environment and Conservation
Il termine "Mia" è la parola aborigena per "casa", mentre l'origine del termine "Monkey" (Inglese: scimmia) è incerta. Molto probabilmente deriva dalle scimmie domestiche possedute dai primi pescatori di perle accampatisi nel luogo o dal nome della goletta "Monkey" che attraccò lì nel 1834.
L'area fu utilizzata come base per la pesca delle perle e per l'industria del pesce. Nel 1960 i pescatori cominciarono a nutrire i delfini quando tornavano con le loro catture e quando si diffuse la notizia che i tursiopi si avvicinavano alla costa, i turisti cominciarono ad andare a vederli. Nel 1985 fu costruito un centro informazioni mentre nel 1988 si cominciarono a costruire strade, posteggi e attrezzature varie.
Nel 1990 è stata istituita la riserva marina, gestita dal Department of Conservation and Land Management.